# کازو هارا
کازو هارا (انگلیسی: Kazuo Hara؛ زادهٔ ۸ ژوئن ۱۹۴۵) کارگردان فیلم‌های مستند اهل ژاپن است. او در نهمین جشنواره فیلم یوکوهاما جایزه بهترین کارگردانی را دریافت کرده‌است.